# نورمان بيل
نورمان بيل (بالإنجليزية: Norman Bell)‏ (16 نوفمبر 1955 بسندرلاند في المملكة المتحدة - ) هو مدرب كرة قدم ولاعب كرة قدم بريطاني في مركز الهجوم. لعب مع بلاكبيرن روفرز ووولفرهامبتون واندررز وDarwen F.C. (1870) ‏ ونيوإنغلند تي من ‏.

## وصلات خارجية
- نورمان بيل على موقع قاعدة بيانات كرة القدم.إي يو (الإنجليزية)